# Llac Claire
El llac Claire (en anglès Lake Claire) és un gran llac que es troba a la província d'Alberta, al Canadà. Es troba totalment situat dins el Parc nacional Wood Buffalo, a l'oest del llac Athabasca. Es troba entre la desembocadura dels rius Peace i Athabasca, i forma part del sistema del Delta Peace-Athabasca.
El llac té una superfície total de 1.436 km², amb 21 km² d'illes al seu interior i es troba a 213 msnm. És el llac més gran situat completament dins els límits d'Alberta, ja que el llac Athabasca, compartit amb la veïna província de Saskatchewan, és més gran.
El llac és alimentat pels rius Birch i McIvor, i el sistema lacustre també inclou els llacs Baril i Mamawi. Les aigües del llac desguassen al riu Peace i d'aquí es dirigeixen cap a l'oceà Àrtic  a través del riu Slave, el Gran Llac de l'Esclau i el riu Mackenzie.